# Mojki
Mojki is een plaats in het Poolse district  Wysokomazowiecki, woiwodschap Podlachië. De plaats maakt deel uit van de gemeente Kobylin-Borzymy en telt 50 inwoners.